# اداویگلاوارهاوی
اداویگلاوارهاوی (به انگلیسی: Adavigollavarahalli) در هند است که در کارناتاکا واقع شده‌است.